# Christian Bartelt (Politiker, 1931)

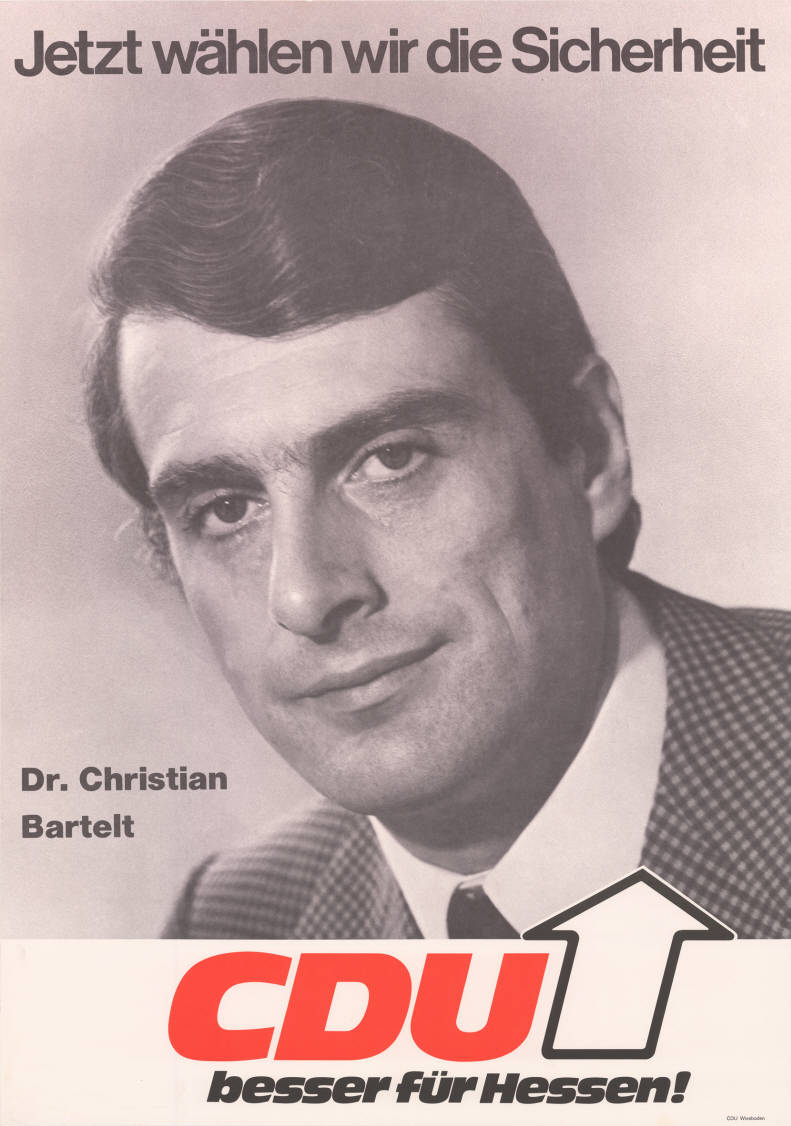
Kandidatenplakat zur Landtagswahl in Hessen 1974

Christian Bartelt (* 5. Juni 1931 in Wulfflatzke, Kreis Neustettin; † 6. Februar 2020) war ein hessischer Politiker (CDU) und Abgeordneter des Hessischen Landtags.

## Ausbildung und Beruf
Nach dem Abitur im Jahre 1951 studierte Christian Bartelt Rechtswissenschaften an den Universitäten Frankfurt und Marburg. 1953 wurde er im Corps Guestphalia Marburg recipiert.  1959 wurde er in Marburg zum Dr. jur. promoviert. Von 1963 bis 1970 war er Beamter im hessischen Wirtschaftsministerium, zuletzt im Range eines Regierungsdirektors. Von 1984 bis 1987 war er Geschäftsführer der Messe Frankfurt. Christian Bartelt war verheiratet und hatte ein Kind.

## Politik
Von 1970 bis 1974 war Christian Bartelt Stadtverordneter in Wiesbaden. 
Vom 1. Dezember 1970 bis zum 17. Februar 1987 war er über fünf Wahlperioden lang Mitglied des Hessischen Landtags. Er kandidierte im Wahlkreis Wiesbaden II, wurde aber über die CDU-Landesliste gewählt. Vom 15. Oktober 1980 bis zum 5. Juni 1984 war er stellvertretender Vorsitzender der CDU-Fraktion.
Im Jahr 1984 war er Mitglied der 8. Bundesversammlung.

## Ehrungen und Auszeichnungen
- 1979: Verdienstkreuz am Bande der Bundesrepublik Deutschland
- 1983: Verdienstkreuz 1. Klasse der Bundesrepublik Deutschland